# Чемпіонат Європи з футболу 2012

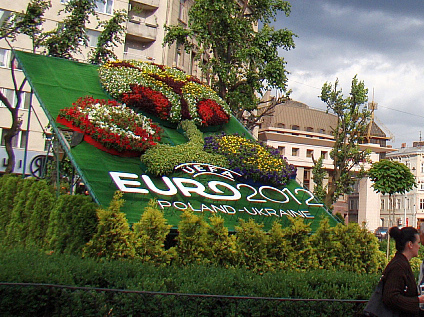
Квітковий логотип чемпіонату у Львові

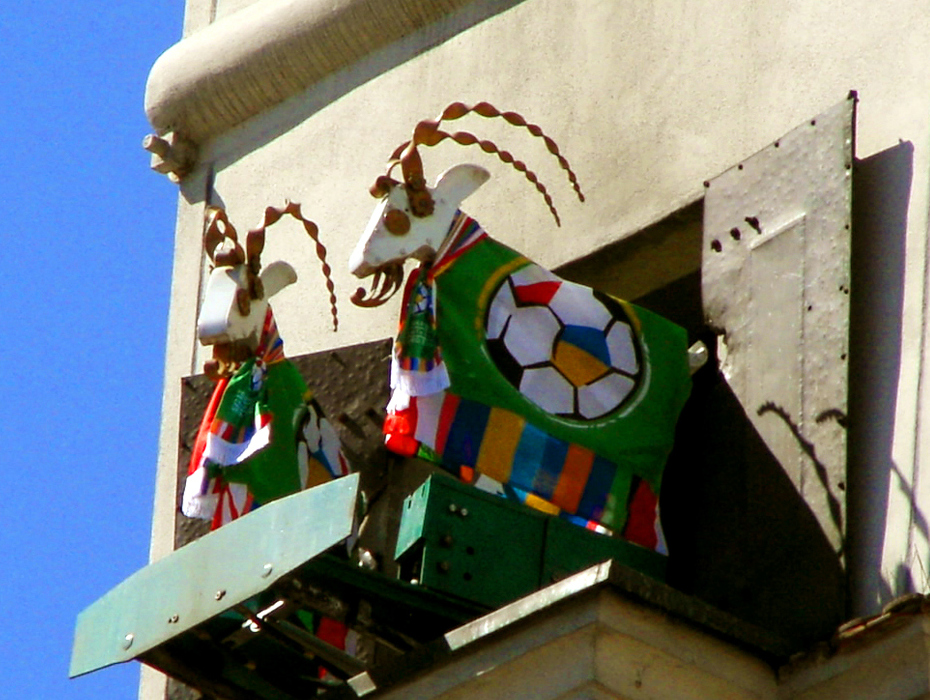
Козенята одягнені у символіку Євро-2012 на ратуші у Познані

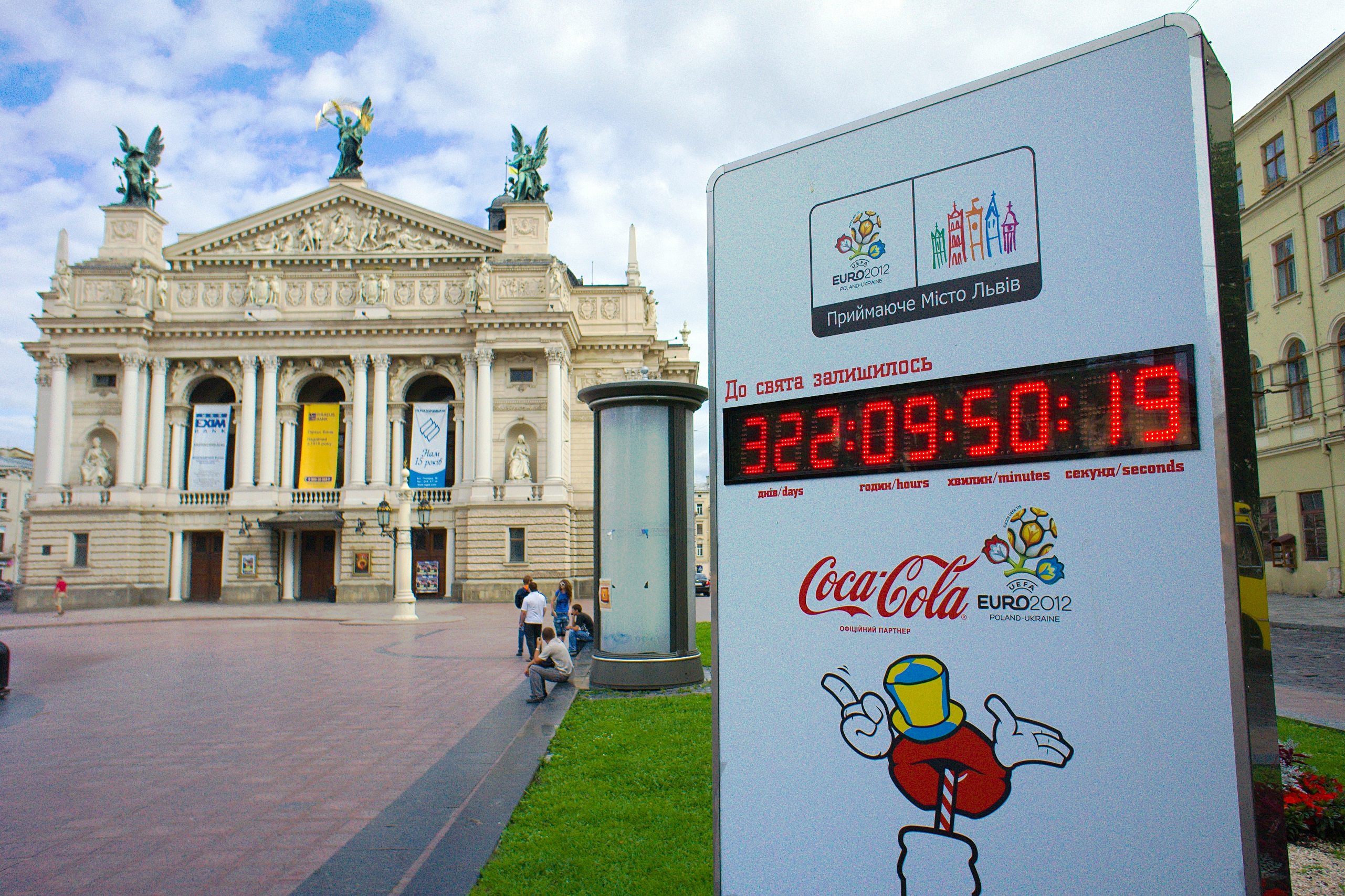
Годинник у Львові, який вів зворотний відлік до відкриття Євро-2012.

«Дякуємо, Харків!» — подяка місту за гостинність від нідерландських вболівальників.

Чемпіонат Європи з футболу 2012 року (пол. Mistrzostwa Europy w Piłce Nożnej 2012; офіційно УЄФА Євро 2012; UEFA EURO 2012™ Poland-Ukraine) — 14-й чемпіонат Європи, фінальна частина якого відбулася в Україні та Польщі з 8 червня по 1 липня 2012 року. Чемпіонат Європи з футболу 2012 став першим подібним турніром, проведеним в країнах Східної Європи. У фіналі чемпіонату на НСК «Олімпійському» в Києві збірна Іспанії захистила титул чемпіонів Європи й удруге поспіль завоювала Кубок Анрі Делоне, перемігши з рахунком 4:0 збірну Італії.
У турнірі взяли участь 16 збірних команд з країн Європи. Польща та Україна кваліфікувалися до фінальної частини чемпіонату автоматично на правах господарів турніру. Ще 14 команд здобули право виступати у фінальній частині в кваліфікаційному раунді, що відбувався з 11 серпня 2010 до 15 листопада 2011 року. Для збірної України домашнє Євро-2012 стало першим в її історії.
Матчі чемпіонату проходили на восьми стадіонах: чотирьох у Польщі та чотирьох в Україні. Відкриття чемпіонату відбулося 8 червня на Національному стадіоні у Варшаві, де в першому матчі зіграли збірні Польщі та Греції. Фінальний матч пройшов 1 липня на НСК «Олімпійському» в Києві.
Гасло чемпіонату — «Творимо історію разом» (пол. Razem tworzymy przyszłość) було презентоване разом з логотипом 14 грудня 2009 року в Києві. Талісмани чемпіонату презентовані 16 листопада 2010 року у Варшаві: ними стали брати-близнюки Славек і Славко.

## Вибір країни-господаря фінальної стадії чемпіонату
На початку було відібрано 5 заявок на проведення, представлені 7 країнами: Хорватія/Угорщина (спільна заявка), Греція, Італія, Польща/Україна (спільна заявка) та Туреччина. 8 листопада 2005 року комітет УЄФА шляхом голосування зменшив кількість заявок до трьох: ними стали Польща/Україна, Італія та Хорватія/Угорщина.
31 травня 2006 року було завершено 2 фазу відбору шляхом подання детальнішої інформації країнами-учасницями. Переможця було оголошено 18 квітня 2007 року у місті Кардіфф (Уельс). Право прийняти чемпіонат Європи з футболу 2012 року було надано Україні і Польщі.
| Кандидат           | Попередня атестація | Перше голосування | Друге голосування |
| ------------------ | ------------------- | ----------------- | ----------------- |
| Польща/ Україна    | +                   | 7                 | 8                 |
| Італія             | +                   | 11                | 4                 |
| Хорватія/ Угорщина | +                   | 9                 | 0                 |
| Туреччина          | +                   | 6                 | —                 |
| Греція             | +                   | 2                 | —                 |
| Азербайджан        | ×                   | —                 | —                 |
| Румунія            | ×                   | —                 | —                 |
| Росія              | ×                   | —                 | —                 |

## Підготовка до проведення

### Бюджет
Див. також: Підготовка до проведення чемпіонату Європи з футболу 2012#Нецільове використання коштів в Україні
На підготовку до проведення чемпіонату Європи з футболу 2012 країни-господарі витратили набагато більше грошей, ніж господарі попередніх турнірів (Португалія — близько € 4 млрд. на чемпіонат 2004 року, Австрія та Швейцарія — близько € 1 млрд. на чемпіонат 2008 року) через гіршу, порівняно з західноєвропейськими попередниками, інфраструктуру міст-господарів і країн загалом (стадіони, готелі, дороги).
Україна станом на кінець 2011 року витратила близько 115–140 млрд. гривень (близько € 12 млрд) на підготовку до чемпіонату Європи. Польща, за деякими оцінками, на проведення турніру витратить до 80 млрд. злотих (близько € 20 млрд.).
УЄФА планує отримати від турніру 1 млрд. 355 млн. євро, що лише на 4 мільйони більше, ніж від чемпіонату Європи 2008:
|                          | Млн євро |
| ------------------------ | -------- |
| Медіаправа               | 840      |
| Комерційні права         | 290      |
| Корпоративна гостинність | 100      |
| Квитки                   | 125      |

Після жеребкування групового раунду в грудні 2011 року засоби масової інформації підрахували, що під час турніру набагато більше зароблять українські міста, де у груповому раунді гратиме низка збірних, що мають заможніших уболівальників (Англія, Нідерланди, Німеччина), а в польських містах гратимуть збірні, чиї вболівальники є одними з найбільш заощадливих (Хорватія, Чехія, Греція). Портал «Віртуальна Польща» (пол. Wirtualna Polska) оприлюднив прогноз: у Польщі вболівальники витратять 900 млн злотих (200 млн євро або 1,9 млрд гривень), в Україні — 1,5 млрд злотих (330 млн євро або 3,5 млрд гривень).

## Призові
| Місце | Команда              | Призові (млн. €) |
| ----- | -------------------- | ---------------- |
| 1     | Іспанія              | 23,0             |
| 2     | Італія               | 19,5             |
| 3     | Німеччина            | 16,0             |
| 4     | Португалія           | 15,0             |
| 5     | Англія               | 12,5             |
| 6     | Чехія                | 12,0             |
| 7-8   | Франція, Греція      | 11,5             |
| 9-10  | Хорватія, Росія      | 10,5             |
| 11-12 | Україна, Данія       | 10,0             |
| 13-14 | Польща, Швеція       | 9,0              |
| 15-16 | Нідерланди, Ірландія | 8,0              |

Загальна сума призових становила близько € 196 мільйонів, які були розподілені між 16 командами-учасницями (для порівняння, на попередньому чемпіонаті призові склали € 184 мільйони). Серед нововведень — премії збірним, які посіли треті місця на груповій стадії фінального турніру. Такі команди отримали по одному мільйону євро. Розподіл призових між командами такий:
- Призові за участь в турнірі: €8 мільйонів
- Груповий етап (за матч):
  - Перемога: €1 мільйон
  - Нічия: €500 тисяч
- Третє місце в групі: €1 мільйон
- Вихід у чвертьфінал: €2 мільйони
- Вихід у півфінал: €3 мільйони
- Друге місце: €4,5 мільйонів
- Перемога: €7,5 мільйонів

Збірна Іспанії за перемогу в турнірі отримала призові в розмірі 23 мільйони євро з максимально можливих 23,5 мільйонів.

## Міста та стадіони
11 грудня 2009 року та 4 жовтня 2010 року після засідань виконкому УЄФА ухвалено остаточне рішення про розподіл матчів міст-господарів України та Польщі, які проведуть Євро-2012. В Україні турнір прийняли чотири міста: Київ, Донецьк, Львів і Харків. Право провести Фінал чемпіонату Європи затверджено за київським НСК «Олімпійський». У Польщі турнір прийняли також чотири міста: Варшава, Познань, Гданськ і Вроцлав. Матч-відкриття прийняв варшавський «Національний».
| Варшава                                                             | Познань             | Вроцлав                                  | Гданськ                        |
| ------------------------------------------------------------------- | ------------------- | ---------------------------------------- | ------------------------------ |
| Місткість: 58 145                                                   | Місткість: 43 269   | Місткість: 45 105                        | Місткість: 44 636              |
| Команда: Збірна Польщі з футболу                                    | Команда: «Лех»      | Команда: «Шльонськ»                      | Команда: «Лехія»               |
| «Національний»                                                      | «Міський»           | «Міський»                                | «Арена Гданськ»                |
|                                                                     |                     |                                          |                                |
| 3 матчі в групі A (включаючи матч-відкриття), чвертьфінал, півфінал | 3 матчі в групі С   | 3 матчі в групі A                        | 3 матчі в групі С, чвертьфінал |
| Вроцлав Київ Львів Донецьк Варшава Гданськ Харків Познань           |                     |                                          |                                |
| Київ                                                                | Харків              | Донецьк                                  | Львів                          |
| Місткість: 70 050                                                   | Місткість: 38 863   | Місткість: 51 504                        | Місткість: 34 915              |
| Команда: «Динамо», Збірна України з футболу                         | Команда: «Металіст» | Команда: «Шахтар»                        | Команда: «Карпати»             |
| НСК «Олімпійський»                                                  | «Металіст»          | «Донбас Арена»                           | «Арена Львів»                  |
| НСК «Олімпійський»                                                  | Металіст            | Донбас Арена                             | Арена Львів                    |
| 3 матчі в групі D, чвертьфінал, фінал                               | 3 матчі в групі B   | 3 матчі в групі D, чвертьфінал, півфінал | 3 матчі в групі B              |

## Відбіркова стадія
Команди країн-господарів отримали путівки у фінальну стадію чемпіонату автоматично. Решта 14 збірних визначились за результатами відбіркового турніру, який пройшов у 2010–2011 роках.

### Збірні, що отримали путівки у фінал

Країна кваліфікувалася
Країна не кваліфікувалася
Країна не є членом УЄФА

| Країна     | Кваліфікована як                                 | Дата кваліфікації | Участь у попередніх фінальних стадіях ЧЄ                             |
| ---------- | ------------------------------------------------ | ----------------- | -------------------------------------------------------------------- |
| Польща     | Автоматично, як господар                         | 18 квітня 2007    | 1 (2008)                                                             |
| Україна    | Автоматично, як господар                         | 18 квітня 2007    | 0 (дебют)                                                            |
| Німеччина  | Переможець групи A                               | 2 вересня 2011    | 10 (19723, 19763, 19803, 19843, 19883, 1992, 1996, 2000, 2004, 2008) |
| Іспанія    | Переможець групи I                               | 6 вересня 2011    | 8 (1964, 1980, 1984, 1988, 1996, 2000, 2004, 2008)                   |
| Італія     | Переможець групи C                               | 6 вересня 2011    | 7 (1968, 1980, 1988, 1996, 2000, 2004, 2008)                         |
| Англія     | Переможець групи G                               | 7 жовтня 2011     | 7 (1968, 1980, 1988, 1992, 1996, 2000, 2004)                         |
| Нідерланди | Переможець групи Е                               | 7 жовтня 20114    | 8 (1976, 1980, 1988, 1992, 1996, 2000, 2004, 2008)                   |
| Греція     | Переможець групи F                               | 11 жовтня 2011    | 3 (1980, 2004, 2008)                                                 |
| Данія      | Переможець групи H                               | 11 жовтня 2011    | 7 (1964, 1984, 1988, 1992, 1996, 2000, 2004)                         |
| Росія      | Переможець групи B                               | 11 жовтня 2011    | 3 (1996, 2004, 2008)                                                 |
| Франція    | Переможець групи D                               | 11 жовтня 2011    | 7 (1960, 1984, 1992, 1996, 2000, 2004, 2008)                         |
| Швеція     | Найкраща з команд, що посіли 2-гі місця у групах | 11 жовтня 2011    | 4 (1992, 2000, 2004, 2008)                                           |
| Ірландія   | Переможець плей-оф                               | 15 листопада 2011 | 1 (1988)                                                             |
| Португалія | Переможець плей-оф                               | 15 листопада 2011 | 5 (1984, 1996, 2000, 2004, 2008)                                     |
| Хорватія   | Переможець плей-оф                               | 15 листопада 2011 | 3 (1996, 2004, 2008)                                                 |
| Чехія      | Переможець плей-оф                               | 15 листопада 2011 | 4 (1996, 2000, 2004, 2008)                                           |

1 жирним виділені роки, в яких країна стала чемпіоном
2 курсивом виділені роки, коли країна була господарем турніру
3 виступала, як ФРН
4 кваліфікувалася ще 6 вересня — принаймні як найкраща з команд, що посіли 2-ге місце

## Жеребкування фінальної стадії
Жеребкування відбулося 2 грудня 2011 в Національному палаці мистецтв «Україна» у Києві. Ведучими церемонії були Ольга Фреймут і Пйотр Собчинський.
Як і у двох попередніх жеребкуваннях, шістнадцять команд, що пройшли до фінальної стадії були розбиті за допомогою рейтингу національних збірних УЄФА на чотири кошики посіву. Польща та Україна автоматично потрапили в Кошик 1 як господарі турніру. Туди ж і потрапила Іспанія як діючий чемпіон.
Процедура жеребкування розпочалась з першого кошика, аби визначити перші номери в групах В і С (господарі турніру — збірні Польщі і України автоматично потрапили в групу А як команда А1 і в групу D як команда D1 відповідно). Потім з четвертого кошика послідовно витягались команди для кожного з квартету — від А до D. Нарешті ця процедура повторилася для третього та другого кошиків. Позиція кожної команди в групі (2, 3 або 4) також визначалась окремо під час жеребкування.
| Кошик 1                                   | Кошик 2                               | Кошик 3                                   | Кошик 4                              |
| ----------------------------------------- | ------------------------------------- | ----------------------------------------- | ------------------------------------ |
| - Україна - Польща - Іспанія - Нідерланди | - Німеччина - Італія - Англія - Росія | - Хорватія - Греція - Португалія - Швеція | - Данія - Франція - Чехія - Ірландія |

## Арбітри
Для обслуговування матчів чемпіонату Європи з футболу 2012 було запрошено 12 головних арбітрів.
| Країна     | Головний арбітр          |
| ---------- | ------------------------ |
| Англія     | Говард Вебб              |
| Іспанія    | Карлос Веласко Карбальйо |
| Італія     | Нікола Ріццолі           |
| Нідерланди | Бйорн Кейперс            |
| Німеччина  | Вольфганг Штарк          |
| Португалія | Педру Пруенса            |
| Словенія   | Дамир Скомина            |
| Туреччина  | Джюнейт Чакир            |
| Угорщина   | Віктор Кашшаї            |
| Франція    | Стефан Ланнуа            |
| Швеція     | Юнас Ерікссон            |
| Шотландія  | Крейг Томсон             |

Завдяки рішенням Міжнародної ради футбольних асоціацій (IFAB) вперше в історії чемпіонатів Європи головним арбітрам дали додаткових помічників, оскільки вирішено продовжити експеримент Ліги чемпіонів УЄФА і Ліги Європи УЄФА із використанням двох асистентів арбітра за воротами.

## Склади команд
Заявка кожної команди має складатися з 23 гравців, три з яких є воротарями. Заявки мали бути опубліковані до 28 травня 2012. В разі серйозної травми допускається заміна гравця, але не пізніше 24 годин перед початком першої гри чемпіонату.

## Регламент фінальної стадії

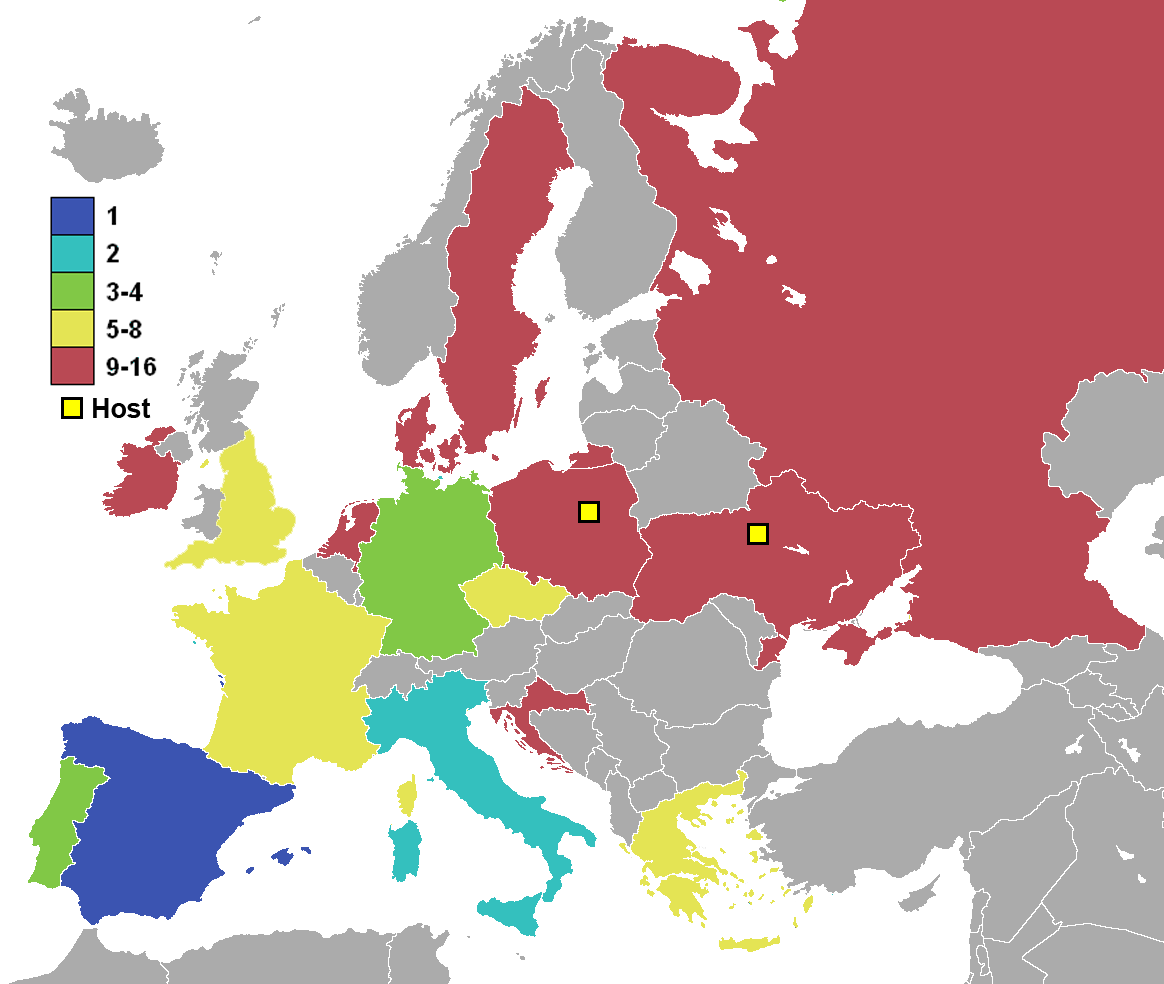
Країни-учасниці Євро-2012. Забарвлення відповідає досягнутому результату.

Це останній чемпіонат Європи з футболу, у якому взяли участь 16 збірних. З наступного чемпіонату кількість учасників збільшена до 24 команд.

### Груповий етап
У груповому етапі взяли участь 16 збірних, які були розбиті на чотири групи (позначені латинським літерам A, B, C і D). У групах збірні грали зі своїми суперниками по одному разу. За перемогу в групі дається 3 очки, за нічию — 1 очко, за поразку — 0 очок. Збірні, що посіли в групі 1-е і 2-е місця проходять до наступного етапу (плей-оф), а ті збірні що посіли 3-є і 4-е місця припинили свою участь в турнірі.
Якщо на момент завершення матчів групового етапу дві або більше команд мають однакову кількість очок, то для визначення підсумкових місць у групі до уваги беруться такі критерії:
1. Більша кількість очок, набрана в очних зустрічах цих команд;
2. Краща різниця м'ячів у очних зустрічах цих команд;
3. Більша кількість м'ячів у очних зустрічах цих команд;
4. Якщо після застосування критеріїв 1, 2 та 3 між двома командами все одно зберігається рівновага, то для визначення підсумкового турнірного становища критерії від 1 до 3 застосовуються винятково до матчів за участю цих двох команд. Якщо й ця процедура не вирішує ситуацію, то застосовуються критерії від 5 до 9;
5. Краща різниця м'ячів у всіх матчах групового етапу;
6. Більша кількість м'ячів, забитих у всіх матчах групового етапу;
7. Розташування в таблиці коефіцієнтів національних збірних УЄФА (див. доповнення I, параграф 1.2.2);[17]
8. Дотримання командами принципів чесної гри (у фінальному турнірі);
9. Кидання жеребу

### Плей-оф
Завершальна фаза змагань складалася з чотирьох чвертьфіналів, двох півфіналів і фінального матчу. На цьому етапі, наразі якщо основний час матчу (90 хвилин) закінчується внічию, команди грають два додаткові 15-хвилинні тайми. Якщо протягом цього часу жодна команда не здобуває переваги, влаштовується серія післяматчевих пенальті.

## Фінальна стадія

### Груповий етап
| Умовні позначення                                    |
| ---------------------------------------------------- |
| Дві найкращі команди кожної групи пройшли до плей-оф |

#### Група A
| М  | Команда | І | В | Н | П | МЗ | МП | РМ | О |
| -- | ------- | - | - | - | - | -- | -- | -- | - |
| 1. | Чехія   | 3 | 2 | 0 | 1 | 4  | 5  | −1 | 6 |
| 2. | Греція  | 3 | 1 | 1 | 1 | 3  | 3  | 0  | 4 |
| 3. | Росія   | 3 | 1 | 1 | 1 | 5  | 3  | +2 | 4 |
| 4. | Польща  | 3 | 0 | 2 | 1 | 2  | 3  | −1 | 2 |

Усі матчі відбулися за центральноєвропейським літнім часом.
| 8 червня 2012 18:00 |

| Польща            | 1 – 1    | Греція          |
| ----------------- | -------- | --------------- |
| Левандовський 17' | Протокол | Салпінгідіс 51' |

| Національний, Варшава Глядачів: 56,070 Арбітр: Карлос Веласко Карбальйо (Іспанія) |

| 8 червня 2012 20:45 |

| Росія                                       | 4 – 1    | Чехія      |
| ------------------------------------------- | -------- | ---------- |
| Дзагоєв 15', 79' Широков 24' Павлюченко 82' | Протокол | Піларж 52' |

| Міський, Вроцлав Глядачів: 40,803 Арбітр: Говард Вебб (Англія) |

| 12 червня 2012 18:00 |

| Греція    | 1 – 2    | Чехія               |
| --------- | -------- | ------------------- |
| Гекас 53' | Протокол | Їрачек 3' Піларж 6' |

| Міський, Вроцлав Глядачів: 41,105 Арбітр: Стефан Ланнуа (Франція) |

| 12 червня 2012 20:45 |

| Польща            | 1 – 1    | Росія       |
| ----------------- | -------- | ----------- |
| Блащиковський 57' | Протокол | Дзагоєв 37' |

| Національний, Варшава Глядачів: 55,920 Арбітр: Вольфганг Штарк (Німеччина) |

| 16 червня 2012 20:45 |

| Чехія      | 1 – 0    | Польща |
| ---------- | -------- | ------ |
| Їрачек 72' | Протокол |        |

| Міський, Вроцлав Глядачів: 41,480 Арбітр: Крейг Томсон (Шотландія) |

| 16 червня 2012 20:45 |

| Греція          | 1 – 0    | Росія |
| --------------- | -------- | ----- |
| Карагуніс 45+2' | Протокол |       |

| Національний, Варшава Глядачів: 55,614 Арбітр: Юнас Ерікссон (Швеція) |

#### Група B
| М  | Команда    | І | В | Н | П | МЗ | МП | РМ | О |
| -- | ---------- | - | - | - | - | -- | -- | -- | - |
| 1. | Німеччина  | 3 | 3 | 0 | 0 | 5  | 2  | +3 | 9 |
| 2. | Португалія | 3 | 2 | 0 | 1 | 5  | 4  | +1 | 6 |
| 3. | Данія      | 3 | 1 | 0 | 2 | 4  | 5  | −1 | 3 |
| 4. | Нідерланди | 3 | 0 | 0 | 3 | 2  | 5  | −3 | 0 |

Усі матчі відбулися за східноєвропейським літнім часом.
| 9 червня 2012 19:00 |

| Нідерланди | 0 – 1    | Данія         |
| ---------- | -------- | ------------- |
|            | Протокол | Крон-Делі 24' |

| Металіст, Харків Глядачів: 35,923 Арбітр: Дамир Скомина (Словенія) |

| 9 червня 2012 21:45 |

| Німеччина | 1 – 0    | Португалія |
| --------- | -------- | ---------- |
| Гомес 72' | Протокол |            |

| Арена Львів, Львів Глядачів: 32,990 Арбітр: Стефан Ланнуа (Франція) |

| 13 червня 2012 19:00 |

| Данія             | 2 – 3    | Португалія                            |
| ----------------- | -------- | ------------------------------------- |
| Бендтнер 41', 80' | Протокол | Пепе 24' Елдер Поштіга 36' Варела 87' |

| Арена Львів, Львів Глядачів: 31,840 Арбітр: Крейг Томсон (Шотландія) |

| 13 червня 2012 21:45 |

| Нідерланди    | 1 – 2    | Німеччина      |
| ------------- | -------- | -------------- |
| ван Персі 73' | Протокол | Гомес 24', 38' |

| Металіст, Харків Глядачів: 37,750 Арбітр: Юнас Ерікссон (Швеція) |

| 17 червня 2012 21:45 |

| Португалія       | 2 – 1    | Нідерланди       |
| ---------------- | -------- | ---------------- |
| Роналду 28', 74' | Протокол | ван дер Варт 11' |

| Металіст, Харків Глядачів: 37,445 Арбітр: Нікола Ріццолі (Італія) |

| 17 червня 2012 21:45 |

| Данія         | 1 – 2    | Німеччина                |
| ------------- | -------- | ------------------------ |
| Крон-Делі 24' | Протокол | Подольскі 19' Бендер 80' |

| Арена Львів, Львів Глядачів: 32,990 Арбітр: Карлос Веласко Карбальйо (Іспанія) |

#### Група C
| М  | Команда  | І | В | Н | П | МЗ | МП | РМ | О |
| -- | -------- | - | - | - | - | -- | -- | -- | - |
| 1. | Іспанія  | 3 | 2 | 1 | 0 | 6  | 1  | +5 | 7 |
| 2. | Італія   | 3 | 1 | 2 | 0 | 4  | 2  | +2 | 5 |
| 3. | Хорватія | 3 | 1 | 1 | 1 | 4  | 3  | +1 | 4 |
| 4. | Ірландія | 3 | 0 | 0 | 3 | 1  | 9  | −8 | 0 |

Усі матчі відбулися за центральноєвропейським літнім часом.
| 10 червня 2012 18:00 |

| Іспанія      | 1 – 1    | Італія        |
| ------------ | -------- | ------------- |
| Фабрегас 64' | Протокол | Ді Натале 61' |

| Арена-Гданськ, Гданськ Глядачів: 38,869 Арбітр: Віктор Кашшаї (Угорщина) |

| 10 червня 2012 20:45 |

| Ірландія        | 1 – 3    | Хорватія                     |
| --------------- | -------- | ---------------------------- |
| Сент-Леджер 19' | Протокол | Манджукич 3', 48' Єлавич 43' |

| Муніципальний, Познань Глядачів: 39,550 Арбітр: Бйорн Кейперс (Нідерланди) |

| 14 червня 2012 18:00 |

| Італія    | 1 – 1    | Хорватія      |
| --------- | -------- | ------------- |
| Пірло 39' | Протокол | Манджукич 72' |

| Муніципальний, Познань Глядачів: 37,096 Арбітр: Говард Вебб (Англія) |

| 14 червня 2012 20:45 |

| Іспанія                               | 4 – 0    | Ірландія |
| ------------------------------------- | -------- | -------- |
| Торрес 4, 70' Сільва 49' Фабрегас 83' | Протокол |          |

| Арена-Гданськ, Гданськ Глядачів: 39,150 Арбітр: Педру Пруенса (Португалія) |

| 18 червня 2012 20:45 |

| Хорватія | 0 – 1    | Іспанія   |
| -------- | -------- | --------- |
|          | Протокол | Навас 88' |

| Арена-Гданськ, Гданськ Глядачів: 39,076 Арбітр: Вольфганг Штарк (Німеччина) |

| 18 червня 2012 20:45 |

| Італія                    | 2 – 0    | Ірландія |
| ------------------------- | -------- | -------- |
| Кассано 35' Балотеллі 90' | Протокол |          |

| Муніципальний, Познань Глядачів: 38,794 Арбітр: Джюнейт Чакир (Туреччина) |

#### Група D
| М  | Команда | І | В | Н | П | МЗ | МП | РМ | О |
| -- | ------- | - | - | - | - | -- | -- | -- | - |
| 1. | Англія  | 3 | 2 | 1 | 0 | 5  | 3  | +2 | 7 |
| 2. | Франція | 3 | 1 | 1 | 1 | 3  | 3  | 0  | 4 |
| 3. | Україна | 3 | 1 | 0 | 2 | 2  | 4  | −2 | 3 |
| 4. | Швеція  | 3 | 1 | 0 | 2 | 5  | 5  | 0  | 3 |

Усі матчі відбулися за східноєвропейським літнім часом.
| 11 червня 2012 19:00 |

| Франція   | 1 – 1    | Англія      |
| --------- | -------- | ----------- |
| Насрі 39' | Протокол | Лескотт 30' |

| Донбас Арена, Донецьк Глядачів: 47,400 Арбітр: Нікола Ріццолі (Італія) |

| 11 червня 2012 21:45 |

| Україна          | 2 – 1    | Швеція          |
| ---------------- | -------- | --------------- |
| Шевченко 55' 61' | Протокол | Ібрагімович 52' |

| Олімпійський, Київ Глядачів: 64,290 Арбітр: Джюнейт Чакир (Туреччина) |

| 15 червня 2012 19:00 |

| Україна | 0 – 2    | Франція             |
| ------- | -------- | ------------------- |
|         | Протокол | Менез 53' Кабай 56' |

| Донбас Арена, Донецьк Глядачів: 48,000 Арбітр: Бйорн Кейперс (Нідерланди) |

| 15 червня 2012 22:00 |

| Швеція                        | 2 – 3    | Англія                             |
| ----------------------------- | -------- | ---------------------------------- |
| Джонсон 49' (аг) Мельберг 59' | Протокол | Керролл 23' Волкотт 64' Велбек 78' |

| Олімпійський, Київ Глядачів: 64,640 Арбітр: Дамир Скомина (Словенія) |

| 19 червня 2012 21:45 |

| Англія   | 1 – 0    | Україна |
| -------- | -------- | ------- |
| Руні 48' | Протокол |         |

| Донбас Арена, Донецьк Глядачів: 48,700 Арбітр: Віктор Кашшаї (Угорщина) |

| 19 червня 2012 21:45 |

| Швеція                      | 2 – 0    | Франція |
| --------------------------- | -------- | ------- |
| Ібрагімович 54' Ларссон 90' | Протокол |         |

| Олімпійський, Київ Глядачів: 63,010 Арбітр: Педру Пруенса (Португалія) |

### Плей-оф
|  | Чвертьфінали        | Чвертьфінали        |                     |       | Півфінали | Півфінали |  |  | Фінал | Фінал |
|  |                     |                     |                     |       |           |           |  |  |       |       |
|  | 21 червня — Варшава |                     |                     |       |           |           |  |  |       |       |
|  |                     |                     |                     |       |           |           |  |  |       |       |
|  | Чехія               | 0                   |                     |       |           |           |  |  |       |       |
|  | Чехія               | 0                   | 27 червня — Донецьк |       |           |           |  |  |       |       |
|  | Португалія          | 1                   |                     |       |           |           |  |  |       |       |
|  | Португалія          | 1                   | Португалія          | 0 (2) |           |           |  |  |       |       |
|  | 23 червня — Донецьк |                     | Португалія          | 0 (2) |           |           |  |  |       |       |
|  |                     | Іспанія (п.)        | 0 (4)               |       |           |           |  |  |       |       |
|  | Іспанія             | Іспанія (п.)        | 0 (4)               | 2     |           |           |  |  |       |       |
|  | Іспанія             |                     | 1 липня — Київ      | 2     |           |           |  |  |       |       |
|  | Франція             | 0                   |                     |       |           |           |  |  |       |       |
|  | Франція             | 0                   | Іспанія             | 4     |           |           |  |  |       |       |
|  | 22 червня — Гданськ |                     | Іспанія             | 4     |           |           |  |  |       |       |
|  |                     | Італія              | 0                   |       |           |           |  |  |       |       |
|  | Німеччина           | Італія              | 0                   | 4     |           |           |  |  |       |       |
|  | Німеччина           | 28 червня — Варшава |                     | 4     |           |           |  |  |       |       |
|  | Греція              | 2                   |                     |       |           |           |  |  |       |       |
|  | Греція              | 2                   | Німеччина           | 1     |           |           |  |  |       |       |
|  | 24 червня — Київ    |                     | Німеччина           | 1     |           |           |  |  |       |       |
|  |                     | Італія              | 2                   |       |           |           |  |  |       |       |
|  | Англія              | Італія              | 2                   | 0 (2) |           |           |  |  |       |       |
|  | Англія              |                     |                     | 0 (2) |           |           |  |  |       |       |
|  | Італія (п.)         | 0 (4)               |                     |       |           |           |  |  |       |       |
|  | Італія (п.)         | 0 (4)               |                     |       |           |           |  |  |       |       |

#### Чвертьфінали
| 21 червня 2012 20:45 CEST |

| Чехія | 0 – 1    | Португалія  |
| ----- | -------- | ----------- |
|       | Протокол | Роналду 79' |

| Національний, Варшава Глядачів: 55,590 Арбітр: Говард Вебб (Англія) |

| 22 червня 2012 20:45 CEST |

| Німеччина                             | 4 – 2    | Греція                             |
| ------------------------------------- | -------- | ---------------------------------- |
| Лам 39' Хедіра 61' Клозе 68' Ройс 74' | Протокол | Самарас 55' Салпінгідіс 89' (пен.) |

| Арена-Гданськ, Гданськ Глядачів: 38,751 Арбітр: Дамир Скомина (Словенія) |

| 23 червня 2012 21:45 EEST |

| Іспанія                 | 2 – 0    | Франція |
| ----------------------- | -------- | ------- |
| Алонсо 19, 90+4' (пен.) | Протокол |         |

| Донбас Арена, Донецьк Глядачів: 47,000 Арбітр: Нікола Ріццолі (Італія) |

| 24 червня 2012 21:45 EEST |

| Англія | 0 – 0    | Італія |
| ------ | -------- | ------ |
|        | Протокол |        |

| Олімпійський, Київ Глядачів: 64,340 Арбітр: Педру Пруенса (Португалія) |

|                              |       | Пенальті                                            |  |
| Джеррард · Руні · Янг · Коул | 2 – 4 | Балотеллі · Монтоліво · Пірло · Ночеріно · Діаманті |  |

#### Півфінали
| 27 червня 2012 21:45 EEST |

| Португалія | 0 – 0    | Іспанія |
| ---------- | -------- | ------- |
|            | Протокол |         |

| Донбас Арена, Донецьк Глядачів: 48,000 Арбітр: Джюнейт Чакир (Туреччина) |

|                                |       | Пенальті                                   |  |
| Моутінью · Пепе · Нані · Алвеш | 2 – 4 | Алонсо · Іньєста · Піке · Рамос · Фабрегас |  |

| 28 червня 2012 20:45 CEST |

| Німеччина         | 1 – 2    | Італія             |
| ----------------- | -------- | ------------------ |
| Езіл 90+2' (пен.) | Протокол | Балотеллі 20', 36' |

| Національний, Варшава Глядачів: 55,540 Арбітр: Стефан Ланнуа (Франція) |

#### Фінал
| 1 липня 2012 21:45 EEST |

| Іспанія                                  | 4 – 0    | Італія |
| ---------------------------------------- | -------- | ------ |
| Сільва 14' Альба 41' Торрес 84' Мата 88' | Протокол |        |

| Олімпійський, Київ Глядачів: 63,170 Арбітр: Педру Пруенса (Португалія) |

## Статистика

### Бомбардири
| 3 голи - Фернандо Торрес1 - Маріо Балотеллі - Маріо Гомес - Кріштіану Роналду - Алан Дзагоєв - Маріо Манджукич 2 голи - Андрій Шевченко - Дімітріс Салпінгідіс - Ніклас Бендтнер - Мікаель Крон-Делі - Хабі Алонсо - Давід Сільва - Сеск Фабрегас - Петр Їрачек - Вацлав Піларж - Златан Ібрагімович | 1 гол - Денні Велбек - Тео Волкотт - Енді Керролл - Джолеон Лескотт - Вейн Руні - Теофаніс Гекас - Йоргос Карагуніс - Йоргос Самарас - Шон Сент-Леджер - Жорді Альба - Хуан Мата - Хесус Навас - Антоніо Ді Натале - Антоніо Кассано - Андреа Пірло - Рафаель ван дер Варт - Робін ван Персі - Ларс Бендер - Месут Езіл | 1 гол (прод.) - Філіпп Лам - Мирослав Клозе - Лукас Подольскі - Марко Ройс - Самі Хедіра - Якуб Блащиковський - Роберт Левандовський - Сілвестре Варела - Пепе - Елдер Поштіга - Роман Павлюченко - Роман Широков - Йоан Кабай - Жеремі Менез - Самір Насрі - Никица Єлавич - Себастіан Ларссон - Улоф Мельберг |

Автоголи
- Глен Джонсон (проти Швеції)

1. ↑  Фернандо Торрес визнаний УЄФА найкращим бомбардиром. В активі Торреса та Маріо Гомеса також є одна гольова передача. Проте, на першому місці опинився саме Торрес, який провів на полі менше хвилин (189), ніж Гомес (280).

#### Порядок визначення найкращого бомбардира
До загального рахунку відносяться тільки голи, забиті в основний або додатковий час — влучні удари з 11-метрової позначки в серії післяматчевих пенальті не зараховуються.
Якщо в гравців однакова кількість голів, аби визначити, хто виграє «Золотий бутс» від adidas, застосовуються наступні критерії в такому порядку:
1. Найбільша кількість гольових передач;
2. Найменше хвилин, проведених на полі.

### Збірна чемпіонату

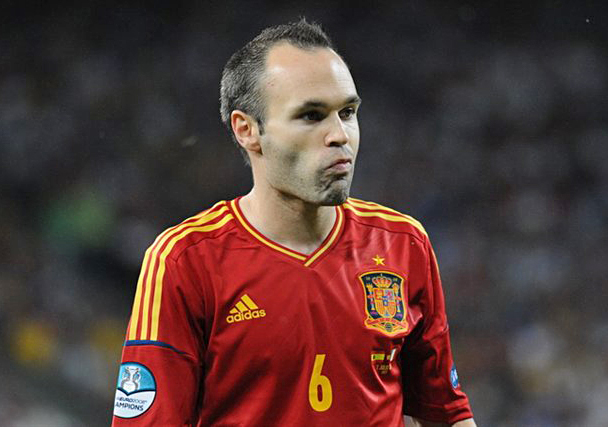
Найкращий гравець чемпіонату — Андрес Іньєста

2 липня 2012 року технічна команда УЄФА, в якій було 9 експертів, визначила символічну збірну турніру, що складається з 23 найкращих гравців за підсумками чемпіонату. До підсумкової збірної увійшло десять гравців зі складу збірної Іспанії, а Златан Ібрагімович став єдиним гравцем, включеним у список, чия збірна вибула з турніру ще на груповому етапі. Також команда технічного аналізу УЄФА назвала найкращого гравця турніру. Ним став півзахисник іспанської збірної Андрес Іньєста. Найкращим бомбардиром став ще один представник Іспанії — Фернандо Торрес, що за забив три голи на чемпіонаті.
Символічна збірна чемпіонату
| Воротарі          | Захисники      | Півзахисники     | Нападники          |
| Джанлуїджі Буффон | Жорді Альба    | Хабі Алонсо      | Маріо Балотеллі    |
| Ікер Касільяс     | Фабіу Коентрау | Серхіо Бускетс   | Сеск Фабрегас      |
| Мануель Ноєр      | Філіпп Лам     | Стівен Джеррард  | Златан Ібрагімович |
|                   | Пепе           | Андрес Іньєста   | Кріштіану Роналду  |
|                   | Жерард Піке    | Самі Хедіра      | Давід Сільва       |
|                   | Серхіо Рамос   | Месут Езіл       |                    |
|                   |                | Андреа Пірло     |                    |
|                   |                | Даніеле Де Россі |                    |
|                   |                | Хаві             |                    |

Золота бутса
- Фернандо Торрес (3 голи)

Найкращий гравець чемпіонату
- Андрес Іньєста

## Телерадіомовлення
Міжнародний Мовний Центр (IBC) Євро-2012 розташовувався у варшавському «Міжнародному Центрі Експо XXI», його відкриття відбулося 5 червня 2012 року.
На території України «Укртелеком» надавав УЄФА підтримку у сфері застосування технологічних рішень для УЄФА ЄВРО 2012, у тісній співпраці з Orange/Telekomunikacja Polska — технологічним партнером у Польщі.
У рамках проекту ЄВРО 2012 «Укртелеком», як офіційний провайдер телекомунікаційних послуг УЄФА ЄВРО 2012™ в Україні, забезпечив усіма телекомунікаційними послугами більше 20 офіційних об'єктів УЄФА ЄВРО 2012.
Для передачі відео-аудіо сигналів з чотирьох українських стадіонів до Міжнародного Мовного Центру у Варшаві та у зворотному напрямку було прокладено по два незалежні канали загальною пропускною здатністю 100 Гбіт/с (загальна пропускна здатність від усіх стадіонів до кордону становить 400 Гбіт/с). Два прикордонні переходи з Польщею мали змогу одночасно передавати та отримувати сигнали для двох стадіонів. Їх сумарна пропускна спроможність була збільшена на 200 Гбіт/с.

## Атрибути

### Логотип
Одним з джерел натхнення стала витинанка — різновид мистецтва на основі вирізання з паперу декоративних узорів та панелей, які історично використовувались для оздоблення в сільських районах Польщі та України, символізуючи зростання, розквіт і родючість природи. Одним з основних елементів витинанки є використання місцевої флори і фауни як джерела натхнення для витворів мистецтва. Візуальний стиль УЄФА ЄВРО 2012 розроблений на основі цих елементів — домінуючими кольорами в палітрі є зелень лісу, блакить води, свіжість ожини, сяйво сонця та синь неба.
Дизайнери також відчували, що логотип мав відображати безперервність розвитку та розквіту європейського чемпіонату, а також усього континентального футболу. Ідея полягала у створенні складових елементів дизайну і додаванні гілок до стебла квітки або дерева, що символізує УЄФА. М'яч — суть футболу, посідає головну позицію, барвисті квіти уособлюють красу та зростання обох країн-господарів, котрі, як графічно висловилися дизайнери, «відкривають себе світові, як квіти навесні». Стебла, гілки та квіти дозволяють без будь-яких обмежень додавати до зображення логотипа основні елементи турніру — зокрема, приймаючі міста, стадіони, прапори країн-учасниць і почесний трофей.

### Гасло
Гасло — «Творимо історію разом». Євро-2012 стало особливим розділом в історії турніру, що розпочалась у 1960 році. Безсумнівно, Україна та Польща назавжди ввійдуть в історію гри, адже вперше фінальний турнір континентальної першості пройшов на теренах центральної та східної Європи. Усі організатори, приймаючі міста, гравці та вболівальники Євро-2012 власноруч написали нову сторінку в літописі європейського футболу.

### Талісмани

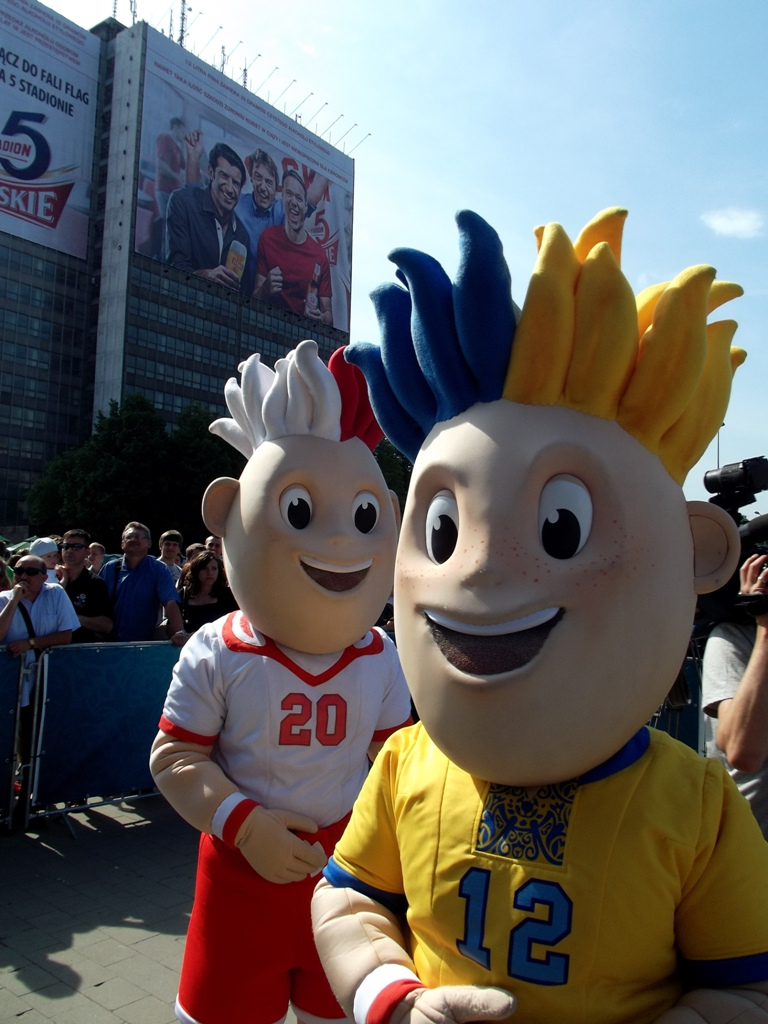
Талісмани Євро-2012: Славек та Славко

Одяг кожного з персонажів представлений у національних кольорах — червоно-білий (Польща) і синьо-жовтий (Україна), навіть волосся талісманів має національне забарвлення. Український талісман має характерну українську національну символіку: вишиванку і пояс. Також кожен талісман має свій номер: польський талісман — 20, а український — 12, що складають разом 2012 рік.
UEFA.com запропонувала такі варіанти імен для талісманів:
- Славек і Славко
- Сємко і Стрімко
- Клемек і Ладко

Голосування, що тривало два тижні, відбувалося на офіційному сайті УЄФА — UEFA.com, в українських та польських мережах McDonald's і протягом турне талісманів у восьми містах-господарях.
У суботу, 4 грудня 2010 року, у Києві були оголошені офіційні імена талісманів ЄВРО-2012. За результатами голосування, в якому взяли участь 39233 уболівальники, ними стали Славек і Славко. За ці імена проголосувало 56 % опитаних, з великим відривом випередивши інші дуети імен — Сємко і Стрімко — 29 % та Клемек і Ладко — 15 %.
Отже, Славек і Славко перейняли естафету в близнюків Трікса і Флікса, які були талісманами Євро-2008 в Австрії та Швейцарії.

### Квитки на матчі
Для громадськості були доступні п'ять видів квитків:
- Individual Match Tickets (Індивідуальні квитки на матчі), які дають можливість вибрати комбінацію матчів згідно з побажаннями вболівальника.

- Комплект квитків Follow My Team Group (Разом з командою на групові матчі), який дає можливість відвідати всі три групові матчі за участі обраної команди.

- Комплект квитків Follow My Team Tournament (Разом з командою на всі матчі Турніру), який дає можливість відвідати всі матчі до самого фіналу за участі обраної команди, залежно від того, наскільки успішною є її участь у турнірі.

- Комплект квитків Venue Series Group (Мій стадіон на групові матчі), який дає можливість відвідати всі матчі групової стадії на обраному стадіоні.

- Комплект квитків Venue Series Knockout Stage (Мій стадіон на матчі плей-оф), який дає можливість відвідати всі матчі стадії плей-оф на обраному стадіоні (Варшава, Київ, Донецьк), на кожному з яких відбудеться по два матчі стадії плей-оф.[32]

Ціни коливались від 30 до 600 євро. При цьому була врахована платоспроможність місцевого населення, в результаті чого найдешевші квитки коштували у Польщі і Україні удвічі менше, ніж їхні аналоги на минулому чемпіонаті.
Мешканці України мали змогу платити в місцевій валюті за допомогою кредитної картки або банківського переказу всередині країни, натомість заявники з інших країн мали змогу платити тільки в євро і лише за допомогою кредитної картки.
Продаж квитків відбувався через портал UEFA.com.

### Волонтери
12 травня 2011 року в Києві було презентовано офіційний логотип волонтерів чемпіонату Європи з футболу 2012 року — ним стала англійська літера V.

Логотип волонтерів Євро-2012

Емблему добровольців континентальної першості 2012 року розробила компанія Brandia Central, яка створила і офіційний логотип турніру. На думку розробників, символ волонтерів UEFA — це символ перемоги, пристрасті, свята, солідарності та єдності, того, що передбачає волонтерська програма.
Також 12 травня 2011 року на спеціальних заходах у Києві та Варшаві було презентовано гасло програми — англ. "Join the action!", укр. "Стань частиною руху!", пол. "Włącz się do gry!".
Кандидати мали змогу подавати заявки на участь у волонтерській програмі з 14 червня по 30 вересня 2011 року через UEFA.com. Але 28 вересня 2011 року стало відомо, що термін подання заявок на участь у волонтерській програмі ЄВРО-2012 був подовжений до 16 жовтня.
Окрім мотивації, надійності та вміння працювати в колективі, до власників відібраних заявок висувалися й інші вимоги — вони повинні бути не молодші 18 років станом на 1 березня 2012 та вільно володіти англійською мовою. Із претендентами, які пройшли цей етап відбору, у восьми містах-господарях у період між вереснем і листопадом проведено співбесіди, про результати яких кандидатів повідомлено до кінця грудня.
Серед 23 965 кандидатів, з якими проведено співбесіди, обрано близько 5500 осіб. Вони надаватимуть підтримку працівникам УЄФА у 20 напрямках діяльності під час роботи на різних офіційних об'єктах Євро-2012, серед яких стадіони, аеропорти й готелі.
З 1 березня 2012 року волонтери УЄФА проходили електронне навчання (англ. E-Learning), а з травня 2012 — функціональні тренінги безпосередньо на місцях.

### М'яч
Adidas Tango 12 — офіційний м'яч чемпіонату Європи з футболу 2012, представлений в київському Палаці мистецтв, у п'ятницю 2 грудня 2011 року, під час жеребкування фінальної стадії. Він став 11-м офіційним м'ячем для чемпіонатів Європи від компанії Adidas. Розробка моделі тривала два роки.
М'яч широкому загалу представив визначний український олімпієць Сергій Бубка.

### Музика
Офіційною піснею чемпіонату стала «Endless Summer» (укр. «Нескінченне літо») у виконанні німецької співачки Oceana.
Також на турнірі використовувалась «Seven Nation Army» (укр. «Армія семи націй») — пісня гурту The White Stripes, яка звучала на стадіонах після кожного забитого голу. 

### Монети

#### Обігові
| № | Назва                                                | Номінал, грн. | Тираж, штук | Дата випуску |
| - | ---------------------------------------------------- | ------------- | ----------- | ------------ |
| 1 | Фінальний турнір чемпіонату Європи з футболу 2012 р. | 1             | 5 000 000   | 01.03.12     |

#### Пам'ятні
|                                                               |  |  |
| Пам'ятна золота монета номіналом 500 гривень (аверс і реверс) |  |  |

З нагоди чемпіонату Європи з футболу 2012 в Україні були випущені в обіг пам'ятні монети:

##### З нейзильберу
| № | Назва                                                            | Номінал, грн. | Тираж, штук | Дата випуску |
| - | ---------------------------------------------------------------- | ------------- | ----------- | ------------ |
| 1 | Фінальний турнір чемпіонату Європи з футболу 2012                | 5             | 100 000     | 23.12.11     |
| 2 | Фінальний турнір чемпіонату Європи з футболу 2012. Місто Харків  | 5             | 100 000     | 23.12.11     |
| 3 | Фінальний турнір чемпіонату Європи з футболу 2012. Місто Львів   | 5             | 100 000     | 23.12.11     |
| 4 | Фінальний турнір чемпіонату Європи з футболу 2012. Місто Донецьк | 5             | 100 000     | 23.12.11     |
| 5 | Фінальний турнір чемпіонату Європи з футболу 2012. Місто Київ    | 5             | 100 000     | 23.12.11     |

##### Зі срібла
| № | Назва                                                            | Номінал, грн. | Тираж, штук | Дата випуску |
| - | ---------------------------------------------------------------- | ------------- | ----------- | ------------ |
| 1 | Фінальний турнір чемпіонату Європи з футболу 2012. Місто Львів   | 10            | 15 000      | 01.12.11     |
| 2 | Фінальний турнір чемпіонату Європи з футболу 2012. Місто Харків  | 10            | 15 000      | 01.12.11     |
| 3 | Фінальний турнір чемпіонату Європи з футболу 2012. Місто Київ    | 10            | 15 000      | 01.12.11     |
| 4 | Фінальний турнір чемпіонату Європи з футболу 2012. Місто Донецьк | 10            | 15 000      | 01.12.11     |
| 5 | Фінальний турнір чемпіонату Європи з футболу 2012 р.             | 20            | 15 000      | 01.12.11     |

##### Із золота
| № | Назва                                             | Номінал, грн. | Тираж, штук | Дата випуску |
| - | ------------------------------------------------- | ------------- | ----------- | ------------ |
| 1 | Фінальний турнір чемпіонату Європи з футболу 2012 | 500           | 500         | 16.12.11     |

## Твори, присвячені Євро-2012
- Євген Небесняк. Смертельне пенальті. Львів: Сполом. 2012. 240 с.